# Cairbar Schutel
Cairbar de Souza Schutel (Rio de Janeiro, 22 de setembro de 1868 - Matão, 30 de janeiro de 1938) foi um divulgador espírita, político, farmacêutico e filantropo brasileiro.
Teve grande importância na história do Espiritismo, e de Matão, tendo sido fundamental em sua elevação de povoado para município, sendo o seu primeiro intendente, cargo equivalente ao atual prefeito, que exerceu de março a outubro de 1899, e, depois, de 18 de agosto a 15 de outubro de 1900.
Era respeitado por todos na cidade em sua época, chegando a comprar com seus próprios recursos o prédio para a instalação da prefeitura; foi consagrado com o título de "O Pai dos Pobres" da cidade, dava remédio de graça aos carentes e utilizava sua própria casa para acolher doentes.

## Juventude e atividade política
Descendente de ilustre família de origens germano-suíças, era filho de Antero de Souza Schutel e de sua esposa, Rita Tavares Schutel, aos sete anos de idade, por vontade própria, aceita ser batizado na Igreja Católica (1875).
No ano de 1878 perdeu o pai (24 de abril), nasceu o irmão, Antero (12 de setembro), que viveria apenas quatro anos, e poucos dias depois perdeu a mãe, de febre puerperal (24 de setembro). Com a morte da mãe, foi, juntamente com os irmãos, viver com o avô paterno, Dr. Henrique Schutel, no Rio de Janeiro. Cairbar começa a frequentar o Colégio Pedro II, onde cursou até ao segundo ano.
Em 1880 abandonou o colégio e empregou-se em uma farmácia da Rua 1º de Março (a Casa Granado?), como aprendiz. Ali se especializou como farmacêutico prático, adquirindo conhecimentos da manipulação de xaropes, poções e essências, e na nomenclatura dos medicamentos.
Mudou-se para Piracicaba e depois para Araraquara, onde, em 1891, empregou-se Farmácia Moura. Em 1893 passou a trabalhar como entregador de mercearia, vindo a adquirir, no ano seguinte (1894), um pequeno sítio para cultivar frutas e verduras. Complementarmente, abriu um pequeno comércio.
Em 1895 um surto de febre amarela grassou em Araraquara. Como prático de farmácia, atuou no combate à moléstia. Nesse mesmo ano mudou-se, provavelmente para Itápolis.
Em 1896 chegou à pequena povoação do Senhor Bom Jesus das Palmeiras do Matão (13 de agosto), onde se estabeleceu com uma farmácia na esquina hoje formada pela Rua Rui Barbosa com a Avenida 28 de Agosto. Integrou-se na sociedade local, vindo a tornar-se importante figura, militando inclusive na política local.
Com a elevação da então vila a município (28 de agosto de 1898), fez parte da sua primeira Câmara Municipal, instalada em 28 de março de 1898, como vereador. Foi escolhido, a seguir, pelos seus pares para ser o seu primeiro Intendente, cargo que exerceu, inicialmente, até 7 de outubro de 1899, e, depois, de 18 de agosto a 15 de outubro de 1900.

## Militância espírita
Insatisfeito com as explicações do padre local para os seus constantes sonhos com os falecidos pais, em 1904 passou a frequentar sessões de tiptologia com a trípode (pequena mesa com três pés). Nestas sessões espíritas, conclui que a vida continuava além-túmulo, passando a estudar e vindo a abraçar a doutrina espírita, dela se tornando um dos maiores propagandistas. É conhecido ainda hoje, entre os espíritas, como o Bandeirante do Espiritismo, devido ao empenho com que se dedicou à divulgação do Espiritismo ao longo de sua vida.
A 15 de julho de 1905 fundou o "Grupo Espírita Amantes da Pobreza" (atual Centro Espírita O Clarim), o primeiro centro espírita em toda região daquela zona paulista. No mês seguinte, fundou o notório jornal espírita "O Clarim" (15 de agosto), em formato pequeno, que logo se ampliou, atingindo, no século XX, a tiragem de 10 000 exemplares. Neste período, manteve viva polêmica com o padre João Batista Van Esse, que quase terminou em tragédia, não fosse a intervenção de um advogado, aborrecido com o barulho provocado pelo clérigo e seus apoiantes. No final desse mês desposou Maria Elvira da Silva Schutel (31 de agosto).
Em 1912, já conhecido como o "Pai dos Pobres de Matão", fundou um pequeno hospital de caridade, para atender aos doentes pobres. Dois anos mais tarde, em 1914, começou a visitar os presos na Cadeia Pública de Matão, onde era chamado sempre que algum detento era acometido de surto psicótico. Dentro dessa linha de atividades, em 1917 estendeu as visitas aos detidos na Cadeia de Araraquara, onde proferia palestras.
A 15 de fevereiro de 1925, fundou com o auxílio moral e material do amigo Luiz Carlos de Oliveira Borges a RIE - Revista Internacional de Espiritismo, publicação mensal dedicada aos estudos dos fenômenos anímicos e espíritas.
No período de 19 de agosto de 1936 a 2 de maio de 1937 profere, aos domingos, as conhecidas quinze "Conferências Radiofônicas", através da Rádio Cultura PRD—4, de Araraquara, publicadas em livro no mês de setembro de 1937.
Após curta enfermidade, faleceu vítima de um aneurisma cerebral às 16h15. Na mesma noite, através do médium Urbano de Assis Xavier, supostamente comunicou-se e sugeriu a seguinte frase para a lápide em seu túmulo: "Vivi, vivo e viverei porque sou imortal".

## Obra literária
As obras de Cairbar Schutel foram todas editadas pela Casa Editora O Clarim, por ele fundada:
- Espiritismo e Protestantismo - setembro de 1911
- Histeria e Fenômenos Psíquicos - dezembro de 1911
- O Diabo e a Igreja - dezembro de 1914
- Espiritismo para crianças - 1918
- Interpretação sintética do apocalipse - 1918
- Cartas a Esmo - 1918
- Médiuns e Mediunidades - agosto de 1923
- Gênese da Alma - setembro de 1924
- Espiritismo e Materialismo - dezembro de 1925
- Fatos Espíritas e as Forças X... - maio de 1926
- Parábolas e Ensinos de Jesus - janeiro de 1928
- O Espírito do Cristianismo - fevereiro de 1930
- A Vida no Outro Mundo - outubro de 1932
- Vida e Atos dos Apóstolos - fevereiro de 1933
- Preces espíritas - 1936
- Conferências Radiofônicas - setembro de 1937
- O Batismo - 1986